# Nick Cummins
Pour les articles homonymes, voir Cummins (homonymie).
Pas d'image ? Cliquez ici

a Compétitions nationales et continentales officielles uniquement.

b Matchs officiels uniquement.
Dernière mise à jour le 12 mai 2017.
Nick M. Cummins, né le 5 octobre 1987 à Port Macquarie (État de Nouvelle-Galles du Sud, Australie), est un joueur international australien de rugby à XV et de rugby à sept évoluant aux postes  d'ailier ou de centre (1,89 m pour 99 kg). Il fait ses débuts en Super Rugby à la Western Force en 2008, puis en 2012 en équipe d'Australie.

## Biographie
Nick Cummins connaît se première sélection le 6 octobre 2012 à l'occasion d'un match contre l'équipe d'Argentine dans le cadre du Rugby Championship.
En 2016, à l'occasion du tournoi de Hong Kong, il fait son retour avec l'équipe d'Australie de rugby à sept avec pour objectif de participer aux Jeux olympiques de Rio.

## Style de jeu
Joueur pouvant évoluer au poste de centre ou d'ailier, Nick Cummins est surnommé « the honey badger » ou un ratel en français, qui est un petit animal agressif n'hésitant pas à s'attaquer à des animaux bien plus grand que lui. Il déclare en octobre 2012 avoir vu un documentaire animalier où un ratel parvenait à vaincre un lion, ce qui l'inspire au moment de plaquer un joueur adverse. Il est en effet réputé pour agressivité et son courage défensif.

## Statistiques en équipe nationale
- 15 sélections (15 fois titulaire)
- 30 points (6 essais)
- Sélections par année : 6 en 2012, 6 en 2013, 3 en 2014
- Rugby Championship disputés : 2012, 2013

## Palmarès
- Deuxième aux Jeux du Commonwealth en 2010